# ミーンワールド症候群
ミーンワールド症候群（ミーンワールドしょうこうぐん、英：Mean world syndrome）とは、マスメディアの暴力関連コンテンツに長期的に、中等度から重度にさらされることによって、人々が世界は実際よりも危険であると認識する認知バイアスのことである。日本語では「ミーン・ワールド・シンドローム」と表記されることもあり、直訳では「意地悪な世界症候群」である。中国語では「邪惡世界信念」「險惡世界症候群」と表記される。

## 概要
ミーンワールド症候群は、暴力に関連したコンテンツにさらされた視聴者は、知覚した脅威に反応して、恐怖心や不安、悲観、警戒心をつのらせる状態とされる。これは視聴者がメディア（すなわちテレビ）を消費して情報を受けとることで、メディアが世界に対するその人達の態度、信念、意見に直接影響を与えるためと考えられている。
1970年代に「ミーンワールド症候群」という言葉を作ったアメリカ・ペンシルベニア大学アネンバーグコミュニケーション大学院学部長のジョージ・ガーブナーは、暴力的なメディアが個人の態度に与える影響に関する研究を始め、「文化の物語を誰が語るかが人間の行動を支配する」という大きな文化的変化が生じていると主張し次のように述べた。
アメリカの平均的な家庭ではテレビの存在感が増し、それを通じた暴力の量が指数関数的に増加していたため、ガーブナーはいくつかの大規模な研究を行い、自身の仮説を裏付けた。つまり、テレビ視聴に中程度から長時間をあてる人は、世界がより危険な場所であると信じている。
1970年代以降、研究が数多く行われ、テレビを通じて暴力関連コンテンツを中程度から大量に視聴する影響によって、抑うつ、恐怖、不安、怒り、悲観、心的外傷後ストレス、薬物使用といった問題が増加するというガーブナーの調査結果を裏付ける。例えば2009年にアメリカ小児科学会はメディアの暴力に関する方針声明を発表し、「メディアの暴力が攻撃的な行動、暴力に対する脱感作、悪夢、危害を受けることへの恐怖に寄与する可能性があることを示す広範な研究証拠がある」と結論づけている。

## 背景
ミーンワールド症候群という言葉は、テレビが視聴者に与える影響を1970年代にライフワークとして研究していた米国の通信教授ジョージ・ガーブナー博士が造語したものである。ミーンワールド症候群は、ガーブナーの栽培理論に理論的根拠があり、いくつかの大規模な研究プロジェクトから得られた知見に基づいて1975年にジョージ・ガーバーとラリー・グロスによって確立された。 栽培理論は、メディアへ触れることによって、時間の経過とともに、ゴールデンタイムや人気テレビで見られるイメージやイデオロギー的なメッセージを通じて、視聴者の現実認識を「栽培」することを示唆している。こうしたコンテンツは、出来事の認識に大きく影響を与え、それため現実世界の認識を歪めてしまうことがある。栽培理論は、「人々がテレビの世界で『生活』する時間が長いほど、社会の現実がテレビで描かれた現実と一致していると信じる可能性が高くなる」と主張している。
1968年、ガーブナーは、テレビを見ることによって個人の世界に対する態度や信念に影響を与えるという自身の仮説を検証するために調査を実施した。ガーブナーは、調査の回答者をTV視聴時間で「ライトユーザー」（1日2時間未満）、「ミドルユーザー」（1日2～4時間）、「ヘビーユーザー」（1日4時間超）の3つのグループに分類し、重度の視聴者は現実世界の状況に基づく信念や意見ではなく、テレビで描かれたものに近い信念や意見を持っていることを発見し、メディアの影響の複合効果を実証した。 ヘビーユーザーの人々は、テレビを見ない人やテレビをほとんど見ない人に比べて、内気、孤独感、抑うつを経験している。栽培理論研究の結果から、ガーブナーは、テレビの暴力関連コンテンツが、世界の犯罪や暴力に関する個人の態度や信念に及ぼす影響を探究することになった。

## 文化指標プロジェクト
1968年、ガーブナーは文化指標プロジェクト（CIP）を設立し、テレビが人々の態度や世界観に与える影響を分析した先駆的なプロジェクトであると同時に、彼の新たな造語である「栽培理論」を発表した。このプロジェクトでは、テレビのコンテンツの傾向と、その変化が視聴者の世界観にどのような影響を与えているかを記録するものである。文化指標プロジェクトでは、ガーブナーは「ミーンワールド症候群」を「中程度から大量にテレビを見ている人が、世界を危険で恐ろしい場所だと感じやすい現象」と定義している。文化指標プロジェクトのデータベースには、3,000以上のテレビ番組と35,000人の登場人物の情報が含まれている。

## 研究結果
文化指標プロジェクトの調査結果は、ガーブナーの仮説の多くを確認した。ガーブナーは、テレビの視聴量と、日常生活の中で被害者になることへの恐怖感の度合いには直接的な相関関係があることを発見した。つまり、中程度から大量にテレビを見ている人は、テレビをあまり見ていない人に比べて、世界がより威圧的で容赦のない場所であると認識していたのである。さらに、テレビの視聴率が高かった視聴者は、法執行機関によるより大きな保護が必要だと考えており、ほとんどの人は物事や人を「信用できない」「自分のことしか考えていない」と報告していた。これらの調査結果は、メディアの暴力にさらされることに対するガーブナーの懸念を増幅させるものである。それは、「暴力という概念が社会では普通であり、受け入れられているということを培うことである」と述べている。
ガーブナーは、暴力的なメディアが子どもたちに与える影響を特に懸念していた。CIPの期間中、ガーブナーは、子供たちが小学校の終わりまでに約8000件の殺人事件をテレビで見ていたこと、18歳までに約20万件の暴力行為を見ていたことを発見した。「我々の研究では、子どもたちが幼児期の頃からこの前代未聞の暴力の食生活の中で成長すると、3つの結果をもたらすことが示されている。このことが意味するのは、もしあなたが1日に3時間以上テレビを見る家庭で育った場合、現実的には、同じ世界に住んでいてもテレビを見る時間が少ない人よりも、卑しい世界に住んでいることになり、それに応じて行動することになるということである。こうした番組は、人々の最悪の恐怖や不安、被害妄想を強化する」。
1981年、ガーブナーは自分の調査結果を持ち出し、暴力的なメディアがアメリカ人、特に子供たちに与えていると考えている被害について、議会の小委員会で証言した。「恐怖心の強い人は、依存心が強く、操作されやすく、コントロールされやすく、人を欺くような単純で強力な強硬手段の影響を受けやすい」とガーブナーは説明した。それ以来、数百もの研究や数え切れないほどの議会の公聴会でメディアの暴力の問題が取り上げられてきたが、常に同じ結論が導き出されてきた。

## その後の研究
オクラホマ大学の研究者が2018年に行った研究では、「災害時のテレビ視聴と様々な心理的転帰との間に関係を立証する良い根拠がある」ことがわかった。
ガーブナーの研究の焦点はテレビ視聴であったが、栽培理論は、新聞、映画、さらには写真などのメディアのさまざまな形態を探求する研究で検証されており、本質的には、社会的な観察は、自分の自然環境以外のどのような文脈でも発生する。

## マスメディアの進化
ガーブナーの研究はテレビに焦点を当てていたが、彼が亡くなった2006年にはソーシャルメディアが開花したばかりであった。そして、ますます多くの研究者はマスメディアの評価を拡大し、テレビだけでなくソーシャルメディアの影響にも目を向けるようになってきている。研究では、テレビのヘビーユーザーに対する暴力関連コンテンツの影響を探求され続けているが、暴力関連コンテンツの消費においてソーシャルメディアが果たしている役割を探求する類のものにも広がっている。ソーシャルメディアが私たちの感情や世界の認識に与える影響についても、同様の質問が増えている。米国国務省の精神科医であるジーン・キム博士は、「ソーシャルメディアは、テレビでイベントを見るような直接的なものではない.....しかし、オンラインでの荒らし合戦や論争に過度に巻き込まれていると、偏った見方をしてしまい、直接的な影響を受けやすいかもしれない」と述べている。決定的な結論を導き出すにはあまりにも早いが、そうした研究が増えているのは、ソーシャルメディアがテレビと同じような心理的影響を与える可能性があることを示唆しており、ガーブナーの理論をさらに裏付けるものとなっている。

## ミーンワールド症候群のドキュメンタリー
2010年、メディア教育財団によって、暴力的なメディアが人々の意見、態度、信念に与える影響について、ガーブナー博士らの研究をまとめたドキュメンタリー「The Mean World Syndrome」が撮影された。このドキュメンタリーでは、ジョージ・ガーブナー博士自身が、メディアにおける暴力についての研究と、1930年代にテレビに音声が追加されて以来、それがアメリカ国民に与えた影響について語っている。この映画のナレーションは、栽培理論とミーンワールド症候群に関する研究でガーブナー博士と密接に協力したマイケル・モーガン博士が担当している。